# Giro de Lombardía 1912
El Giro de Lombardía 1912 fue la 8.ª edición del Giro de Lombardía. Esta carrera ciclista organizada por La Gazzetta dello Sport se disputó el 27 de octubre de 1912 con salida y llegada en Milán después de un recorrido de 235 km.
La competición fue ganada por el italiano Carlo Oriani (Stucchi) por delante de su compatriota Enrico Verde (Maino) y del francés Maurice Brocco (La Française-Diamant).

## Clasificación general
| Posición | Ciclista            | Equipo               | Tiempo     |
| -------- | ------------------- | -------------------- | ---------- |
| 1        | Carlo Oriani        | Stucchi              | 7h 30' 30" |
| 2        | Enrico Verde        | Maino                | m. t.      |
| 3        | Maurice Brocco      | La Française-Diamant | m. t.      |
| 4        | Leopoldo Torricelli | Maino                | m. t.      |
| 5        | Ugo Agostoni        | Peugeot-Wolber       | m. t.      |
| 6        | Vincenzo Borgarello | Legnano              | + 1' 10"   |
| 7        | Pierino Albini      | Gerbi                | + 2' 19"   |
| 8        | Clemente Canepari   | Legnano              | m. t.      |
| 9        | Costante Girardengo | Maino                | + 18' 53"  |
| 10       | Camillo Bertarelli  | Bianchi              | m. t.      |